# Verbascum niveum
Verbascum niveum är en flenörtsväxtart. Verbascum niveum ingår i släktet kungsljus, och familjen flenörtsväxter.

## Underarter
Arten delas in i följande underarter:
- V. n. garganicum
- V. n. niveum
- V. n. visianianum